# Jürgen Schiewe
Jürgen Schiewe (* 31. März 1955 in Königslutter-Lelm) ist ein deutscher Sprachwissenschaftler und war bis 2018 Lehrstuhlinhaber für Germanistische Linguistik an der Universität Greifswald.

## Leben
Von 1976 bis 1982 studierte Schiewe an den Universitäten Regensburg und Freiburg im Breisgau die Fächer Germanistik, Philosophie und Geschichte. Nach seinem Staatsexamen 1982 erhielt er für 1983 und 1984 ein Promotionsstipendium der Studienstiftung des deutschen Volkes. Mit einer Dissertation in Germanistischer Linguistik wurde er 1986 promoviert. 1988 wurde ihm der Hugo-Moser-Preis der Hugo-Moser-Stiftung für seine Forschungsarbeit Der Übergang der Freiburger Universität vom Lateinischen zum Deutschen. Eine Studie zur Sprachgeschichte einer deutschen Universität verliehen.
Er arbeitete an der Universität Freiburg als Wissenschaftlicher Angestellter, bis er 1990 ein Habilitandenstipendium der DFG erhielt und sich 1994 im Bereich Germanische Philologie habilitierte.
1994 bis 1996 vertrat er eine Professur für Germanistische Sprachwissenschaft. Von 1997 bis 2000 war er als Hochschuldozent an der Universität Freiburg tätig.
2000–2002 übernahm er erneut die Vertretung eines Lehrstuhls für Germanistische Sprachwissenschaft, diesmal an der Ernst-Moritz-Arndt-Universität Greifswald. 2003 folgte er dem Ruf an die Universität Greifswald auf den Lehrstuhl für Germanistische Sprachwissenschaft, den er bis 2018 innehatte.

## Ehrungen
- ordentliches Mitglied, Deutsche Akademie für Sprache und Dichtung[3]

## Werke (Auswahl)
- 1986: Sprache und Öffentlichkeit. Carl Gustav Jochmann und die politische Sprachkritik der Spätaufklärung. Berlin: Erich Schmidt
- 1996: Sprachenwechsel – Funktionswandel – Austausch der Denkstile: die Universität Freiburg zwischen Latein und Deutsch. Tübingen: Niemeyer
- 1998: Sprachpurismus und Emanzipation. Joachim Heinrich Campes Verdeutschungsprogramm als Voraussetzung für Gesellschaftsveränderungen. Hildesheim [u. a.]: Olms
- 1998: Die Macht der Sprache. Eine Geschichte der Sprachkritik von der Antike bis zur Gegenwart. München: C. H. Beck
- 2000 (mit Andrea Schiewe): Witzkultur in der DDR. Ein Beitrag zur Sprachkritik. Göttingen: Vandenhoeck und Ruprecht
- 2000 (Hrsg.): Welche Wirklichkeit wollen wir? Beiträge zur Kritik herrschender Denkformen. Schliengen: Ed. Argus
- 2004: Öffentlichkeit. Entstehung und Wandel in Deutschland. Paderborn [u. a.]: Schöningh.
- 2006 (Hrsg.): Kompetenz, Diskurs, Kontakt: Sprachphänomene in der Diskussion; Beiträge des deutsch-polnischen Kolloquiums, Greifswald, 21.–22. Oktober 2004. Frankfurt am Main [u. a.]: Peter Lang
- 2006 (Hrsg.): Kommunikation für Europa: interkulturelle Kommunikation als Schlüsselqualifikation. Frankfurt am Main [u. a.]: Peter Lang